# Cửa khẩu Giang Thành
Cửa khẩu Giang Thành (trước đây gọi là cửa khẩu Nha Sáp) là cửa khẩu tại vùng đất xã Tân Khánh Hòa huyện Giang Thành tỉnh Kiên Giang, Việt Nam .
Cửa khẩu Giang Thành thông thương với cửa khẩu Ton Hon huyện Kampong Trach tỉnh Kampot, Campuchia .

## Hoạt động
Cửa khẩu Giang Thành được nâng cấp lên cửa khẩu quốc gia theo Quyết định 305/QĐ-TTg ngày 13/03/2007 , trước khi huyện Giang Thành được thành lập theo Nghị quyết số 29/NQ-CP ngày 29/6/2009 .
Cửa khẩu Giang Thành nằm trong diện quy hoạch phát triển theo QĐ số 1490/QĐ-TTg ngày 26/08/2013 của Thủ tướng Chính phủ về phê duyệt quy hoạch phát triển hệ thống cửa khẩu biên giới đất liền Việt Nam - Campuchia đến năm 2020 . 